# 隆萼当归
隆萼当归（学名：Angelica oncosepala）为伞形科当归属下的一个种。

## 扩展阅读
維基物種上的相關：隆萼当归